# Ciżmówka migdałowatozarodnikowa

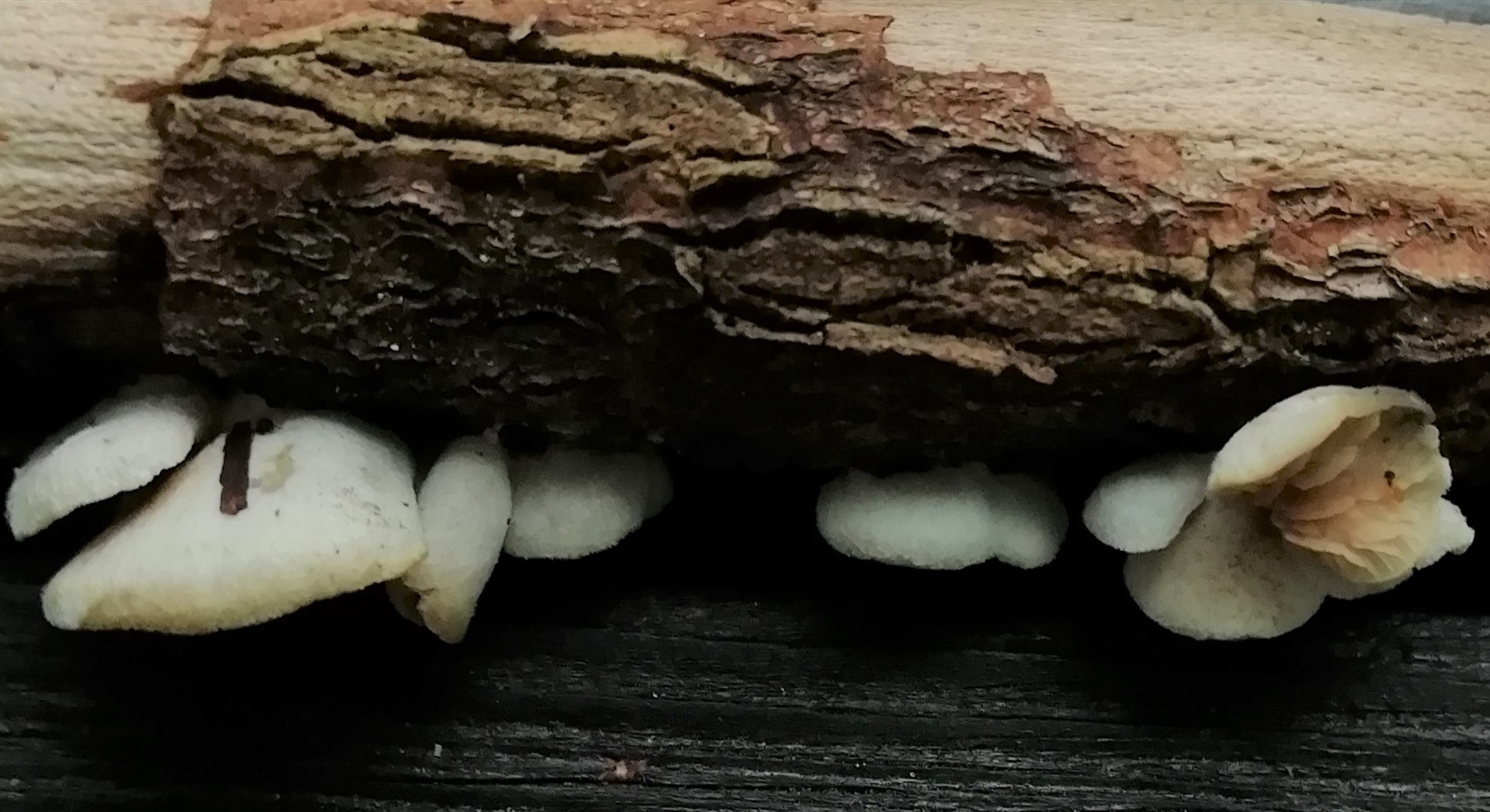
jpg

Ciżmówka migdałowatozarodnikowa (Crepidotus caspari Velen.) – gatunek grzybów należący do rodziny ciżmówkowatych (Crepidotaceae).

## Systematyka i nazewnictwo
Pozycja w klasyfikacji: Crepidotus, Crepidotaceae, Agaricales, Agaricomycetidae, Agaricomycetes, Agaricomycotina, Basidiomycota, Fungi (według Index Fungorum).
Po raz pierwszy opisał go w 1926 r. Josef Velenovský. Synonimy:
- Crepidotus amygdalosporus Kühner 1954
- Crepidotus caspari var. subglobisporus (Pilát) Pouzar 2005
- Crepidotus lundellii Pilát 1936
- Crepidotus subtilis P.D. Orton 1960
- Crepidotus versutus var. subglobisporus Pilát 1940[2].

Nazwę polską zaproponował Władysław Wojewoda w 2003 r. dla synonimu Crepidotus lundellii.

## Morfologia
Owocniki
Średnica 3–20 mm, wypukłe do płaskowypukłych, okrągłe do półkolistych lub zaokrąglonych, do podłoża przyrastające bokiem lub mimośrodowo. Zwykle występują w umiarkowanie stłoczonych grupach, przy czym sąsiednie owocniki zrastają się brzegami. Brzeg początkowo podwinięty, potem prosty. Powierzchnia w stanie suchym filcowata, czysto biała do bladokremowej. Blaszki średnio gęste lub gęste, początkowo białawe, później gliniasto płowożółte, na koniec cynamonowo-brązowe, o ostrzach drobno włóknistych i stale białawych.
Cechy mikroskopowe
Podstawki 21–30 × 6–8 µm, cylindryczno-maczugowate, 4-zarodnikowe. Cheilocystydy 32–56 × 7–12 µm, maczugowate, cylindryczne, wrzecionowate, z tępym, czasem nieco główkowatym wierzchołkiem, rzadko rozgałęzione, szkliste, cienkie. Zarodniki 6,5–8,5 (–9,0) × 4,5–5,5 (–6,0) µm, Q = 1,40–1,80, w widoku z przodu szeroko jajowate do elipsoidalnych, w widoku z boku elipsoidalne do lekko migdałowatych, w KOH żółtawe, z lekko chropowatymi ścianami, prawie gładkie. Skórka typu trichoderma, zbudowana z luźno splecionych, szklistych, cienkościennych strzępek o szerokości 3–5 µm. Sprzążki obecne we wszystkich strzępkach.

## Występowanie i siedlisko
Stanowiska ciżmówki migdałowatozarodnikowej podano w Ameryce Północnej i Południowej, Europie i Azji. Najwięcej stanowisk podano w Europie. Występuje tu na całym niemal obszarze, od Morza Śródziemnego po północne krańce Półwyspu Skandynawskiego i Islandię, brak jej tylko południowo-wschodniej części kontynentu. W Polsce w 2003 r. W. Wojewoda przytacza 5 jej stanowisk z uwagą, że jej częstość występowania w Polsce nie jest znana. Aktualne stanowiska podaje internetowy atlas grzybów. Zaliczona w nim jest do gatunków zagrożonych i wartych objęcia ochroną.
Nadrzewny grzyb saprotroficzny. Występuje na martwym drewnie, zarówno iglastym, jak i liściastym, na pniach i opadłych gałęziach. Owocniki tworzy od lipca do listopada.